# Scania Vabis L10
Le Scania-Vabis L10, L40 et L51 est une série de camions fabriqués par le constructeur suédois Scania-Vabis entre 1944 et 1959. 

## Scania Vabis L10
Durant la Seconde Guerre mondiale, l’intégralité de la production de Scania-Vabis fut dévolue aux forces armées suédoises ainsi qu’à diverses institutions publiques. L’entreprise conçut, en prévision de l’après-guerre, une nouvelle génération de camions destinée à répondre à une demande longtemps contenue. Le premier modèle d’après-guerre, le L10, fut présenté dès 1944. Il s’agissait du premier véhicule de la marque doté d’une conduite à gauche. La série L10 était équipée d’une variante à quatre cylindres issue du moteur modulaire développé par Scania-Vabis à la fin des années 1930, lequel existait également en versions six et huit cylindres, fonctionnant à l’essence ou au diesel. Le moteur diesel de ce modèle employait une préchambre de combustion. Par ailleurs, ce camion pouvait être muni d’une transmission intégrale, désignée sous l’appellation F10. Son châssis reprenait une architecture éprouvée durant le conflit, et certaines versions militaires étaient proposées avec un moteur à allumage commandé (essence).
Avant le conflit, Scania-Vabis s’approvisionnait abondamment en pièces détachées auprès de l’Allemagne et de la Grande-Bretagne. Toutefois, après la guerre, ces composants furent en grande partie supplantés par des éléments de fabrique suédoise. Néanmoins, la production fut entreprise dans certains cas sans épreuves suffisantes, engendrant des défauts de qualité sur les premiers camions d’après-guerre. Ces défaillances occasionnèrent à Scania-Vabis des pertes pécuniaires tout en entamant sa réputation, qu’il fallut ensuite restaurer au prix d’efforts conséquents.

## Scania-Vabis L40
En 1949, la firme Scania-Vabis dévoila une version à injection directe de son moteur diesel modulaire, fruit d’une collaboration avec le constructeur britannique Leyland Motors. Ce nouveau propulseur entraîna le changement de dénomination du camion à quatre cylindres, désormais baptisé L40, bien que le véhicule demeurât quasi identique par ailleurs. Au début des années 1950, une poignée d’exemplaires du F40, dotés de quatre roues motrices, furent assemblés avant que ce modèle ne soit abandonné, faute de débouchés suffisants. En 1951, l’antique boîte de vitesses non synchronisée à quatre rapports céda la place à une transmission synchronisée à cinq vitesses.

## Scania-Vabis L51 Drabant
Au printemps 1953, Scania-Vabis acheva la mise au point définitive de ses moteurs modulaires, désormais dotés d’une cylindrée accrue. Le camion à quatre cylindres, précédemment désigné par une simple nomenclature technique, prit alors le nom de L51 Drabant, marquant ainsi l’adoption d’une appellation distinctive par le constructeur. D’une capacité de charge utile variant entre 5,5 et 6 tonnes, ce modèle se distingua comme le premier véhicule de la marque à recevoir une dénomination propre, rompant avec la tradition des références purement alphanumériques.

## Galerie

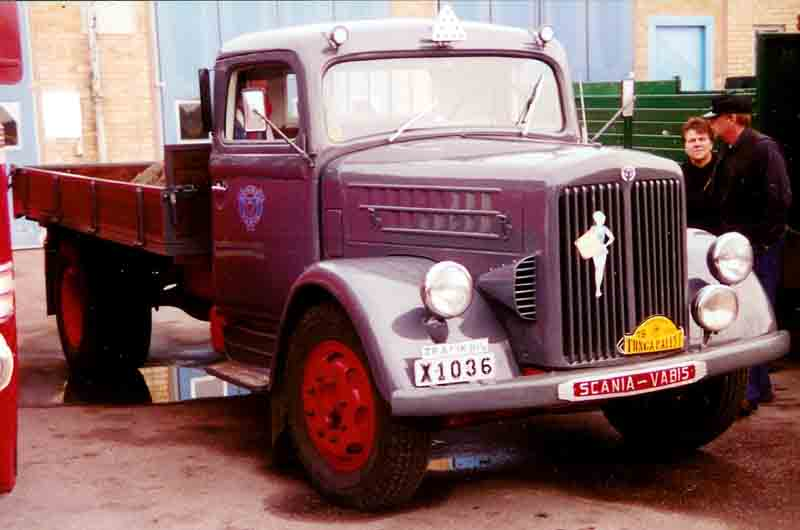
Scania-Vabis L12 de 1946
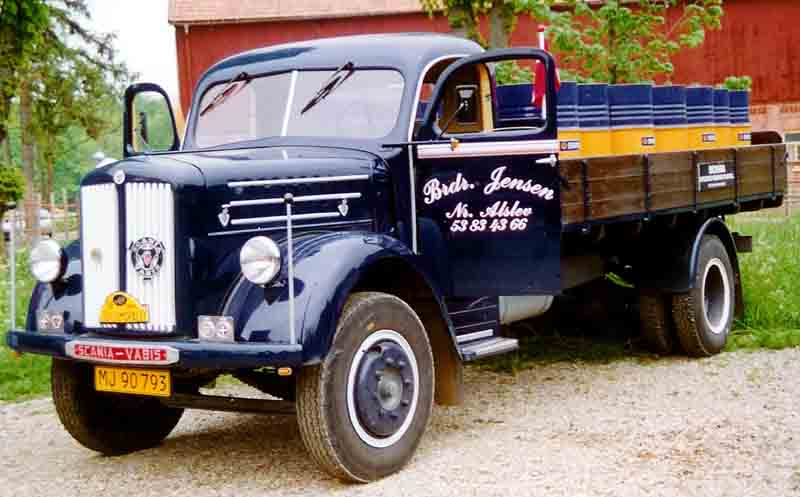
Scania-Vabis L44 de 1949
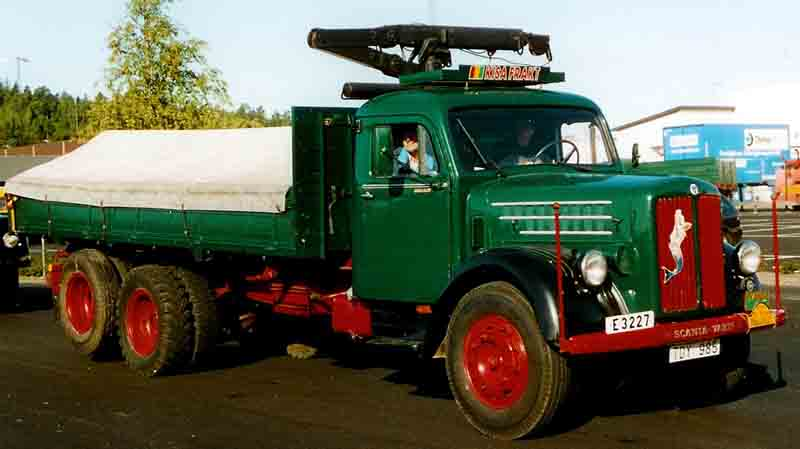
Scania-Vabis L51 de 1954